# Dauerwerbesendung
Dauerwerbesendungen sind nach den Gemeinsamen Richtlinien der Landesmedienanstalten für die Werbung, zur Durchführung der Trennung von Werbung und Programm und für das Sponsoring im Fernsehen Fernsehsendungen mit einer Länge von mindestens 90 Sekunden, deren wesentlicher Bestandteil das Bewerben von Produkten ist. Die Präsentation der Produkte ist in der Regel redaktionell gestaltet. Die Sendungen sind während der gesamten Ausstrahlung durch den Schriftzug Werbesendung oder Dauerwerbesendung zu kennzeichnen. Typische Dauerwerbesendungen waren das Glücksrad, Der Preis ist heiß, Geh aufs Ganze oder Hopp oder Top. Einige YouTube-Kanäle, z. B. der Klemmbausteine-Vlogger Held der Steine, kennzeichnen ihr Programm als Dauerwerbesendung, wenn die Bewerbung von Waren oder Dienstleistungen im Vordergrund der jeweiligen Sendung steht.
Außerdem sind Verkaufsshows, Infomercials und  DRTV-Spots (Direct Response Television) für das Teleshopping Dauerwerbesendungen.
Nachdem die Wok-WM 2006 und 2007 gegen das Verbot von Schleichwerbung des Rundfunkstaatsvertrags verstoßen hatte, wurden diese und ähnliche Veranstaltungen im Rahmen von TV total ab 2009 wegen der zahlreichen dort auftauchenden Werbungen als Dauerwerbesendung gekennzeichnet. Aus Protest veranlasste Stefan Raab, dass in seiner Late-Night-Show TV total bis zum 19. Dezember 2013 die ironische Kennzeichnung Dauerfernsehsendung gezeigt wurde.

## Abgrenzung zu Sportveranstaltungen
Die Übertragung von Sportveranstaltungen stellt in der Regel keine Dauerwerbesendung im rechtlichen Sinne dar, weil es sich bei den gezeigten Markennamen um Ausstatter und Sponsoren handelt.